# Ulrika Eleonora von Düben
Ulrika Eleonora von Düben, född 18 mars 1722, död 23 augusti 1758, var en politiskt aktiv svensk hovdam och adelsdam,  och gunstling hos drottning Lovisa Ulrika.

## Biografi
Ulrika Eleonora von Düben var dotter till friherre Joachim von Düben d.ä. och Margareta Spegel, dotterdotter till ärkebiskop Haqvin Spegel, Bureättling, och brorsdotter till Emerentia von Düben. Hon anställdes år 1748 som hovfröken åt kronprinsessan Lovisa Ulrika (drottning 1751). Då Ulrika Strömfelt avgick som kammarfröken år 1756 övertogs denna post av Düben. Hon beskrivs som Lovisa Ulrikas nya gunstling bland hovdamerna. Som person beskrevs hon som en typisk representant för den inställsamma hovadeln. 
Hon nämns som medlem vid Lovisa Ulrikas amatörteatersällskap, som uppförde pjäser vid hovet från 1746 till Sällskapet Du Londel engagerades 1754. År 1749 uppges medlemmarna vara bland andra "fröknarna Grisheim, de la Gardie, de båda Strömfelt och Düben, grefvarna de la Gardie, Barck och Fersen", som utökades med "Sprengtporten, Bielke, Karl Posse och Henrik Falkenberg" under de följande åren.
Under frihetstiden bedömdes partierna placera sina sympatisörer vid hovet och särskilt hovdamerna sågs som aktiva företrädare för hattarna eller mössorna: 1766 såg till exempel oppositionen mot det regerande mössorna till att Sofia Magdalenas hovmästarinna blev hattsympatisören Anna Maria Ehrensvärd Hjärne. Ulrika spelade en viss politisk roll då hon som sympatisör för mössorna rensade ut hattarnas sympatisörer från kretsen kring Lovisa Ulrika. Hon beskrevs av Axel von Fersen som ett "häftigt och illistigt fruntimmer" som manövrerade bort alla som kunde hota hennes ställning som favorit hos drottningen och blind för det mesta utom för förslag som kunde gynna hennes utsikter hos Nils Adam Bielke, som hon var förälskad i.   
Hon bedömdes av Fredrik Axel von Fersen vara den som tillsammans med Nils Adam Bielke hade avlägsnat flera av hattpartiets sympatisörer från hovet: hon ska ha avlägsnat Henrika Juliana von Liewen och dennas make och bror av detta skäl, och även hållit riksråden Tessin, Ekeblad, Palmstierna och von Höpken från att få inflytande på kungaparet:
Fröken Düben, dotter af R.R. Düben, blef bland frun-
timmer H.M.t drottningens enda favorit. Denna fröken von Düben
var ett häftigt och illistigt fruntimmer; hon mönstrade ur hof-
vet alla, som kunde täfvla med henne uti vett och om Drottning-
ens förtroende.
Hon beskrivs av Fersen som: "...denna prägel af hoflifvet, som uppoffrar allt för faveur hos öfverheten, och som finner allt godt hvad furstar företaga sig. Denna fröken stod mycket väl hos Drottningen, som och hade intet annat rättesnöre för sitt handlingssätt, än en elak själ och sin passion för grefve Bielke, som hon ock slutligen gifte sig med." Enligt Fersen hade Düben, i en trojka med Nils Bielke och Dalin, år 1751 förenat sig för att genom förtal påverka Lovisa Ulrika att avskeda Tessin som guvernör för Gustav III. Det anses att det var henne Tessin syftade på då han i brev till tronföljaren talade med honom om den "skvalleraktiga skatan".
Hon gifte sig 14 april 1757 i Stockholm med greve Nils Adam Bielke, och avgick då från sin hovtjänst.